# Phänomenografischer Ansatz
Als Phänomenografischer Ansatz wird ein Ende des 20. Jahrhunderts von der schwedischen Wissenschaftlerin Ingrid Pramling Samuelsson etablierter frühpädagogischer Ansatz bezeichnet. Er zählt zum pädagogischen Konstruktivismus.

## Konzept
Ursprünglich als Forschungsinstrument erarbeitet, zielt Pramling Samuelssons Theorie darauf ab, die unterschiedlichen Arten des Erlebens und Erfahrens verschiedener Phänomene und Aspekte der Welt bei verschiedenen Menschen empirisch zu erfassen, wie es bereits Marton und Booth formulierten. Pramling Samuelsson nennt ihre gemeinsam mit Maj Asplund Carlsson entwickelte Theorie auch Entwicklungspädagogik.
Im Mittelpunkt ihrer Theorie stehen die Konzepte und intuitiven Theorien der Kinder, die zum Ausgangspunkt pädagogisch angeleiteter Lernprozesse gemacht werden. Anders als in anderen pädagogischen Konzepten sind hier weniger die Lerninhalte als vielmehr das Lernen an sich von zentraler Bedeutung. Daher wird im Laufe des Lernprozesses das Lernen selbst reflektiert und thematisiert. Ausgehend von Alltagsphänomenen lenkt der Pädagoge die Aufmerksamkeit des Kindes bzw. der Kinder in Form adaptiver Instruktion auf eben jene selbstverständlichen Aspekte der kindlichen Umwelt und macht damit das Unsichtbare sichtbar.

## Der phänomenografische Ansatz in der Praxis
Gelehrt wird der phänomenografische Ansatz u. a. an der Evangelischen Hochschule für Soziale Arbeit Dresden (EHS) im Studiengang Bildung und Erziehung in der Kindheit. An der Hochschule für angewandte Wissenschaft und Kunst Hildesheim/Holzminden/Göttingen (HAWK) wurde eine Modellkrippe ins Leben gerufen, die nach diesem Ansatz arbeitet.